# Il doppio regno
Il doppio regno è un romanzo della scrittrice Paola Capriolo, pubblicato nel 1991 e vincitore del Premio Grinzane Cavour per la narrativa italiana.
Il libro è stato tradotto in svedese, inglese e olandese.

## Trama
La narrazione si svolge in prima persona; a parlare è una donna, presumibilmente giovane, di cui non si arriva mai a sapere il nome.
Parte prima - La donna è uscita un mattino da un albergo e si è diretta verso il mare. Qui è stata l'unica testimone di un evento preternaturale: d'improvviso le onde marine si sono fermate, creando un silenzio irreale, poi una sola onda lontana, grande come una muraglia, ha preso ad avanzare verso la riva ed era l'unica cosa che si muoveva nel paesaggio silente e come impietrito. Terrorizzata, la donna ha girato le spalle al mare e ha trovato rifugio in un albergo che prima non c'era.
Dall'atrio dell'albergo, la donna viene indirizzata all'interno e vede molte stanze, adiacenti a corridoi che non si sa mai dove vadano a finire. Affidata a un cameriere, si sistema in una stanza confortevole, ma si rende conto di non avere con sé il bagaglio e la borsetta. Comprende di non sapere chi sia, quali eventi siano alla base della sua vita. Eppure ciò non impedisce ai camerieri di servirla impeccabilmente e al direttore di trattarla con grande deferenza.
Passano i giorni e avvengono fatti curiosi: la porta della camera un giorno viene rimossa per una riparazione, ma non tornerà più al suo posto. L'unico vestito della donna, macchiatosi, viene sostituito con una divisa da cameriere. Alla richiesta di tagliarsi i capelli, la donna si ritrova con un taglio maschile ed inoltre le chiome non le ricrescono più. A poco a poco, lei scopre che i camerieri dell'albergo si riuniscono nel bar per un silenzioso gioco a carte; quando si accorgono di lei, la invitano a partecipare, sempre però nell'assoluto silenzio. Finché una notte lei sente il suono di uno strumento e si dirige al bar. Qui è testimone di uno strano rito, nel quale il direttore suona un flauto dolce e i camerieri ascoltano e applaudono con gesti muti.
Vi sono altri due luoghi privilegiati: una biblioteca e un giardino. La donna va in biblioteca, ma non sa in che lingua siano scritti i libri; sembrano distese di lettere poste una accanto all'altra per misteriose ragioni estetiche. Nonostante questa stravaganza, la donna trova molto piacere con i libri e si convince di leggerli. Il giardino poi non ha un criterio nella disposizione delle piante e all'inizio sembra molto brutto, ma presto diviene un luogo di conforto dal quale, attraverso una cupola trasparente, la donna guarda il cielo e ne trae conforto. Sin dal primo giorno ha affidato a un quaderno tutte le sue impressioni, per quanto rimanga assolutamente incapace di darsi un nome, una qualsiasi identità, dei ricordi di un mondo esterno all'albergo. Ricorda solo la terribile ondata.
Parte seconda - Un giorno arrivano nell'albergo altri ospiti: sono una famiglia composta da una coppia quasi anziana e un giovane. I loro nomi sono Laura, Guido e Bruno. Guido è il marito di Laura e Bruno è fratello di Guido. In un primo tempo la donna non si fa scorgere, ma non sfugge allo sguardo acuto di Bruno, che la invita a sedere al loro tavolo. Per i camerieri lei è sempre una signora e solo l'apparenza smentisce questo fatto. Neppure ora la donna è in grado di ricordare la propria identità e ben presto i nuovi amici si abituano a chiamarla semplicemente "Cara".
Per molti giorni Bruno si prodiga nello sforzo di far ritrovare a Cara ricordi del suo passato anteriore all'arrivo in albergo, ma ogni tentativo si rivela infruttuoso. Anche Laura si dà da fare e riesce a convincere Cara a mettere un suo vestito verde, ma neppure questo suscita la minima reazione. Dal canto suo, la donna cerca di introdurre i tre alle particolarità dell'albergo e descrive sia il giardino, sia la biblioteca. Inoltre non condivide l'idea che si possa uscire di lì quando lo si voglia. Condotti gli amici alla biblioteca vi trovano la porta serrata; introdottili nel giardino, essi non ne capiscono la bellezza. Tuttavia Bruno raccoglie un mazzo di fiori e lo dispone con tanta maestria da farlo sembrare superbo, ma quando Cara lo mette nella sua stanza, assiste con rammarico all'appassire progressivo dei fiori.
Per finire, Cara, nel tentativo di farsi comprendere dagli amici, afferma di avere scritto poesie; appena però ne declama qualche verso, loro, riconoscendo una citazione di cui Cara sembra del tutto ignara, dubitano che lei li abbia composti. E viene l'ora in cui gli amici decidono la partenza. Laura e Bruno vogliono che Cara vada con loro, mentre Guido, che ha avuto un dialogo più profondo con lei, non si pronuncia. Lei sta per cedere, ma ci ripensa quando vede nel giardino un gatto, che sino ad allora le era apparso solo in sogno. Quindi si congeda dagli amici e l'indomani, per non vederli partire, si fa portare la colazione in camera.
Dopo la partenza dei tre, la donna ritorna a vestire la divisa da cameriere, a partecipare ai silenziosi passatempi dei camerieri. Ritrova la biblioteca, ma si accorge che questa non può interessarla, essendo composta di libri vetusti e dimenticati. Anche nell'albergo divengono visibili molte imperfezioni di cui prima non si era accorta. Tutto l'edificio è in evidente stato di deterioramento. Non ne soffre: capisce che è nel regno della morte e lo accetta: una sera va al concerto notturno del direttore e lui le cede il flauto. Questo era già avvenuto prima dell'arrivo dei forestieri, ma lei aveva, con orrore, respinto lo strumento. Ora lo accoglie e si pone al centro del cerchio dei camerieri e suona con maestria, senza dubbi, né imperfezioni.

## Edizioni
- Paola Capriolo, Il doppio regno, Milano, Bompiani, 1991.